# باله‌ای‌سانان
باله‌ای‌سانان (نام علمی: Pterioida) نام یک راسته از زیررده باله‌ای‌شکلان است.